# جون دانستابل
جون دانستابل (1385- 1453) (بالإنجليزية: John Dunstable)‏ عاش في لندن وهو مؤلف موسيقى إنكليزي، صاحب التآليف الصوتية الدينية المتعددة الأصوات.
كانت سمعة دانستابل الدولية عظيمة جدا أثناء حياته ولمدة طويلة بعد ذلك، حتى أنه ينسب إليه ابتكارات كثيرة كان مؤلفون إنجليز آخرون مسئولون عنها. وبعد وفاته بقرن، كان بعض الكتاب يصفونه بنحو خاطئ أنه «مبتكر الكونترابنط». مع ذلك كان دانستابل مكتشف رائد للأسلوب الإنجليزي الجديد، حيث استخدم الفواصل الثالثة والسادسة، وأثره على المؤلفين الأوربيين كان هائلا. الكثير من الأعمال الغنائية التي ربما كتبها - بما في ذلك حركات القداس وألحان دينية لاتينية وموتيت وترانيم إنجليزية - بقت، لكن تاريخها صعب تحديده كما نعرف القليل جدا عن مشوار دانستابل. مع ذلك من المعروف أنه تمتع بنجاح مادي وكان لديه أملاك في جنوبي إنجلترا ولندن.

## وصلات خارجية
- جون دانستابل على موقع الموسوعة البريطانية (الإنجليزية)
- جون دانستابل على موقع ميوزك برينز (الإنجليزية)
- جون دانستابل على موقع أول ميوزيك (الإنجليزية)
- جون دانستابل على موقع ديسكوغز (الإنجليزية)

1. ↑  Eyewitness Companions: Classical Music ISBN 1-4053-0610-6